# Ігровий контролер

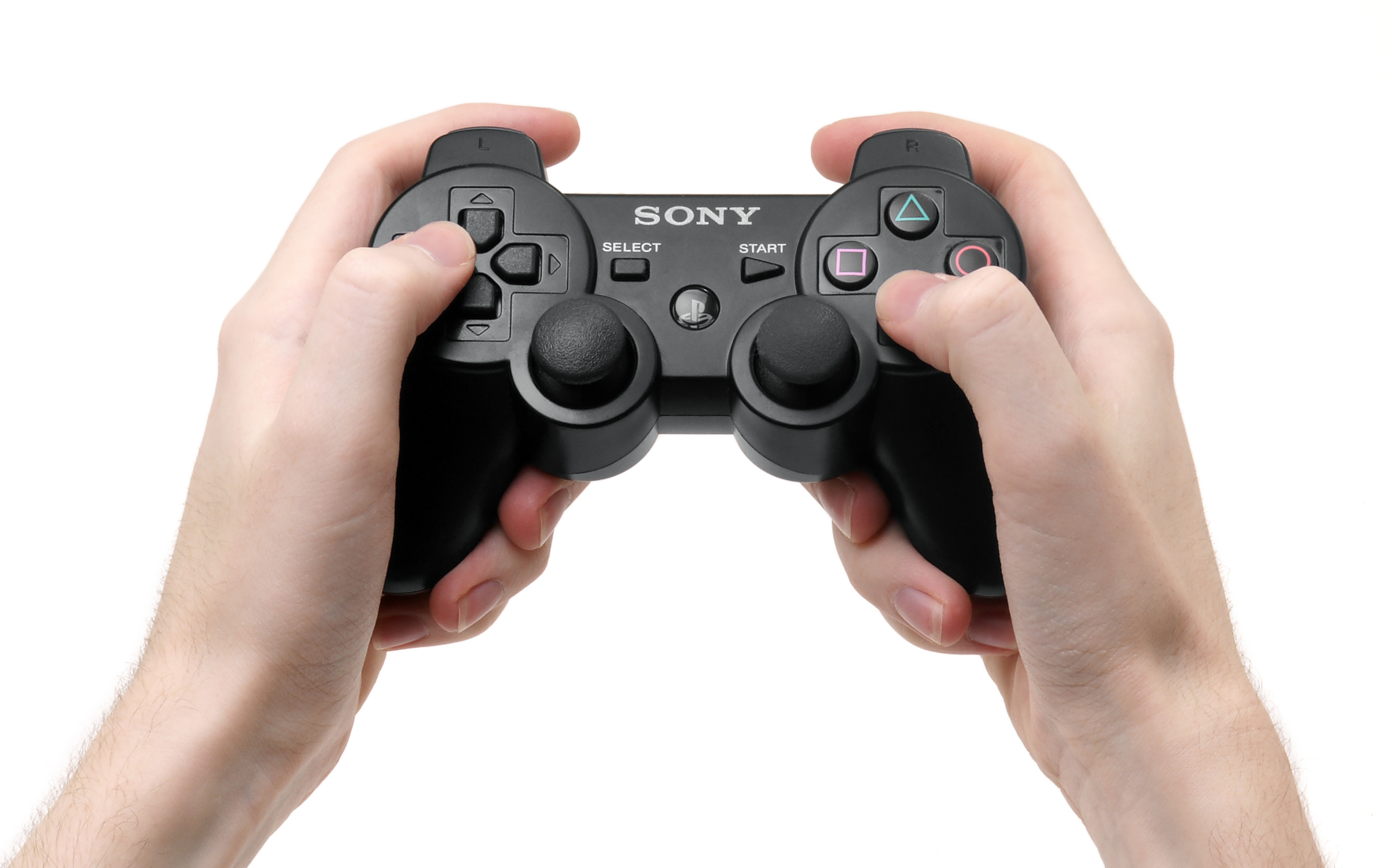
Гравець тримає контролер PlayStation 3

Ігровий контролер, гральний контролер або просто контролер — це пристрій введення, який використовується у відеоіграх або розважальних системах для надання вхідних даних у відеоігри, як правило, для керування об’єктом або персонажем у грі. До сьомого покоління ігрових консолей підключення контролера відбувалося через кабелі, але надалі поширюються бездротові, що живляться від батарейок та акумуляторів. Ігрові контролери підмикаються через спеціальні порти або USB до персонального комп’ютера. Пристрої введення, класифіковані як ігрові контролери, включають універсальні пристрої (клавіатури, миші, геймпади, джойстики тощо) і спеціалізовані (кермо для перегонової відеогри, світловий пістолет для шутерів).
Контролери, які входять до комплекту домашньої консолі, називаються стандартними контролерами, тоді як ті, які можна придбати окремо у виробника консолі або сторонніх виробників, називаються периферійними контролерами.
Ігрові контролери розроблялися та вдосконалювалися протягом багатьох років, щоб бути максимально зручними для гравців, як наприклад Контролер Microsoft Xbox з його спусковими гачками, які імітують справжні гачки вогнепальної зброї для шутерів. Деякі контролери придатні для використання в різних жанрах відеоігор, тоді як інші найкраще підходять для одного типу ігор. Наприклад, кермо для перегонових ігор або танцювальні панелі для танцювальних.
Одним з перших контролерів відеоігор був простий диск з одною кнопки, які використовувалися для керування грою Tennis for Two. З тих пір контролери еволюціонували, щоб включати панелі напрямків, кілька кнопок, аналогові джойстики, джойстики, детектор руху, сенсорні екрани та безліч інших функцій.

## Класифікація

### Геймпад

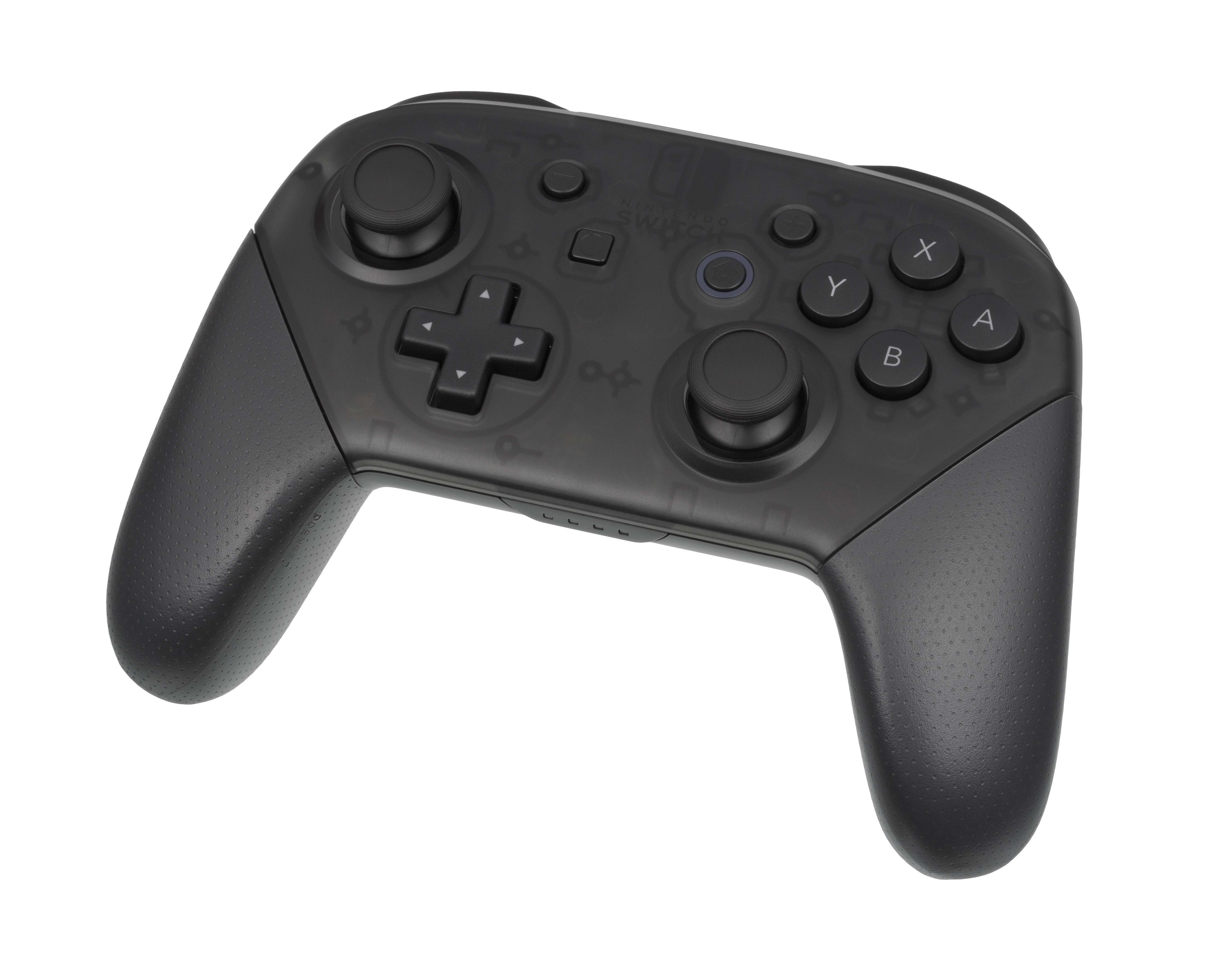
Nintendo Switch Pro Сontroller, типовий сучасний геймпад з двома стіками

Геймпад, також відомий як джойстик, тримається в обох руках великими і пальцями, які використовуються для введення. Геймпади можуть мати кілька кнопок дій у поєднанні з одним або кількома всеспрямованими джойстиками або кнопками керування. Кнопки дій зазвичай обробляються цифрами праворуч, а напрямний введення — лівою. Геймпади є основним засобом введення даних на більшості сучасних ігрових консолей. Завдяки простоті використання та зручному характеру геймпадів, вони поширилися від традиційних консолей до персональних комп’ютерів, де різноманітні ігри та емулятори підтримують їх введення як заміну введення з клавіатури та миші.  Більшість сучасних ігрових контролерів є різновидом стандартного геймпада. Звичайні доповнення включають плечові кнопки, розміщені вздовж країв педа, центрально розташовані кнопки з позначкою « Старт », « Вибір » і « Режим», а також внутрішній двигун для забезпечення тактильного зворотного зв’язку.
У міру розвитку сучасних ігрових контролерів розвиваються і їхні користувацькі якості. Як правило, контролери стають меншими та компактнішими, щоб легше та зручніше поміщалися в руці користувача. Сучасні приклади можна взяти з таких систем, як перша консоль Xbox, контролер якої змінився різними способами від оригінального контролера Xbox 360 до контролера Xbox One, представленого в 2013 році.

### Весло

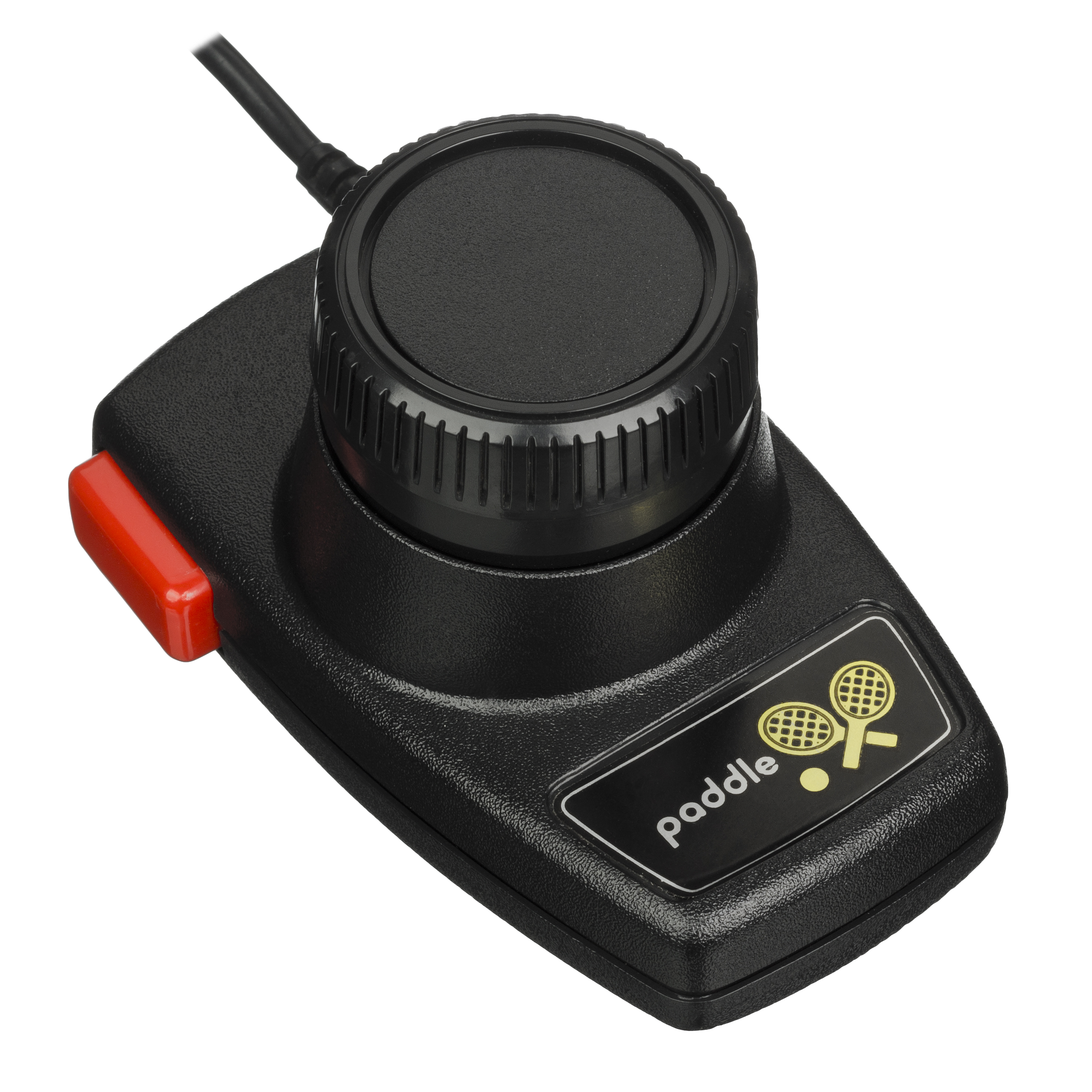
Контролери-весла були популярні на початку 2-го покоління консолей для гри Pong.

Весло — це контролер, який має кругле колесо та одну або кілька кнопок. Колесо зазвичай використовується для керування переміщенням персонажа або об’єкта вздовж однієї осі відеоекрана. Оскільки користувач повертає його далі від положення за замовчуванням, швидкість управління в грі стає інтенсивнішою. Контролери-весла були першими аналоговими контролерами, і вони втратили популярність, коли ігри типу «весло й м’яч» вийшли з моди. На Atari 2600 з'явилася варіація, контролер кермування Atari. Створений спеціально для гри Indy 500, він функціонував майже так само, як і звичайний контролер-весло.

### Джойстик

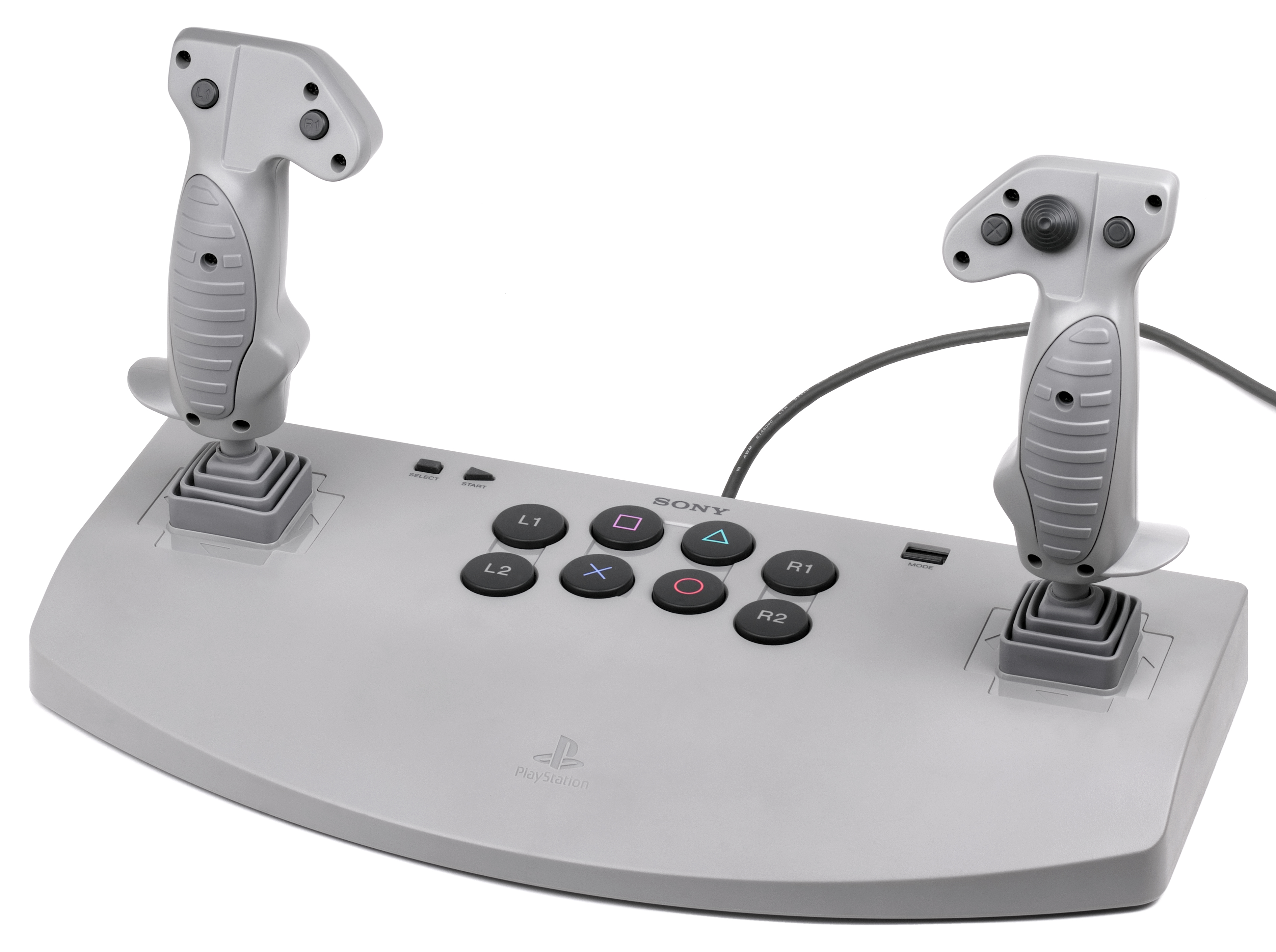
Контролер з подвійним джойстиком для PlayStation 1

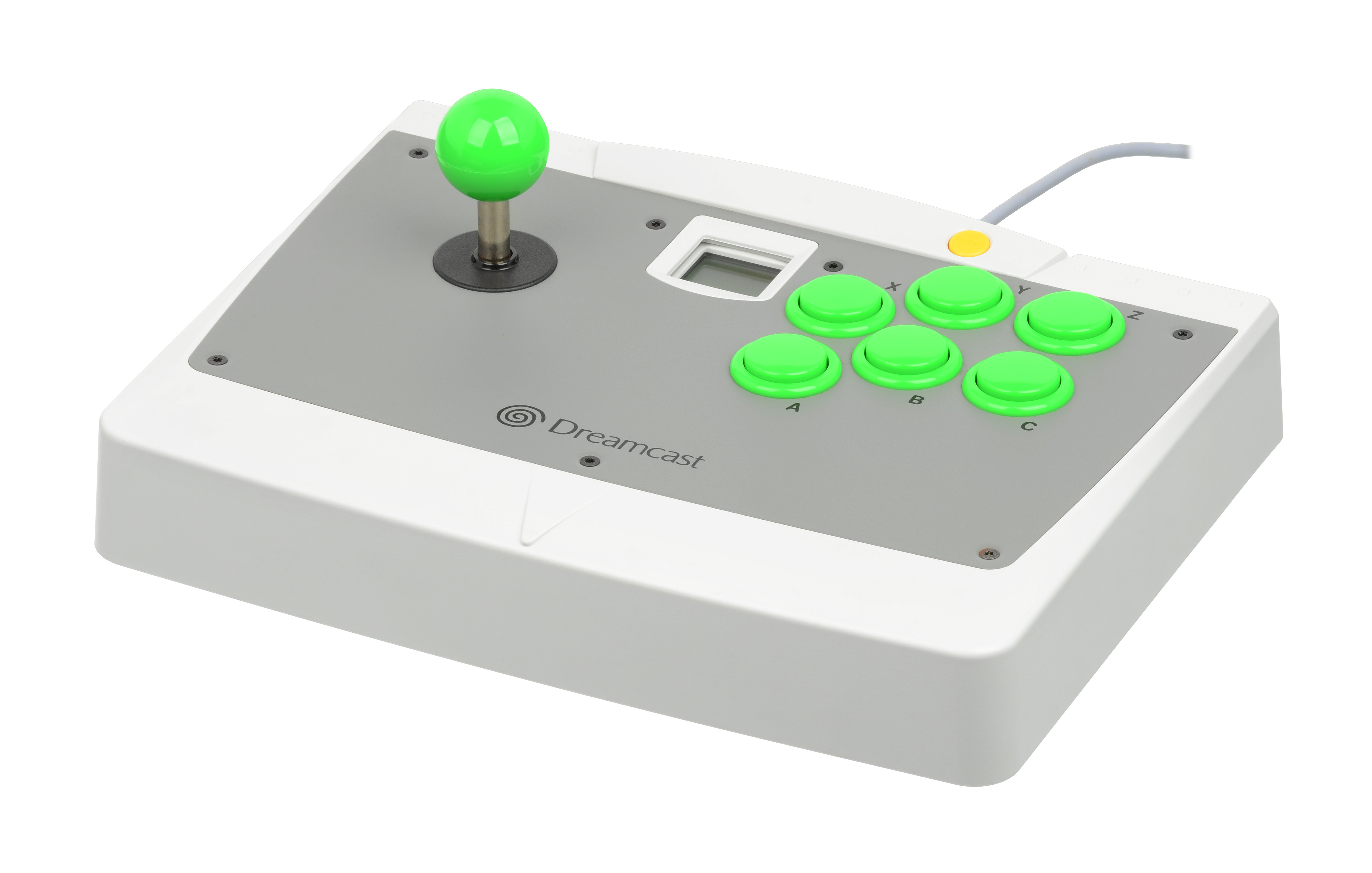
Контролер аркадного стилю для Sega Dreamcast.

Джойстик — це периферійний пристрій, який складається з ручки, яку можна нахиляти навколо однієї з двох осей і (іноді) обертати навколо третьої. Джойстик часто використовується для симуляторів польотів. Контролери HOTAS (руки на дросельній заслінці та ручці), що складаються з джойстика та квадранта газу (див. нижче), є популярною комбінацією для моделювання польоту серед найбільш фанатичних прихильників. Більшість джойстиків призначені для керування основною рукою користувача (наприклад, правою рукою правші), причому підставу тримають у протилежній руці або встановлюють на столі. Аркадні контролери, як правило, являють собою джойстики з рукояткою, що має кулькову або краплеподібну рукоятку, а також одну або кілька кнопок для ігрових дій. Як правило, макет має джойстик зліва, а кнопки — праворуч, хоча бувають випадки, коли це навпаки.

### Трекбол
Трекбол — це гладка сфера, яку обертають долонею. Користувач може котити сферу у будь-якому напрямку, щоб керувати курсором. Він має перевагу в тому, що може бути швидшим, ніж миша, залежно від швидкості обертання фізичної сфери. Ще одна перевага полягає в тому, що він займає менше місця, ніж миша, попередником якої і був трекбол. Значною мірою на трекболи як ігрові контролери покладалися   такі ігри, як Centipede, Marble Madness, Golden Tee Golf і SegaSonic the Hedgehog.

### Важіль
Важіль — це набір з одного або кількох важелів, які найчастіше використовуються для імітації регуляторів тяги або інших подібних елементів керування в реальному транспортному засобі, зокрема в літаку. Важелі найпопулярніші в поєднанні з джойстиками або штурвалами, які використовуються в симуляторах польоту.

### Кермо

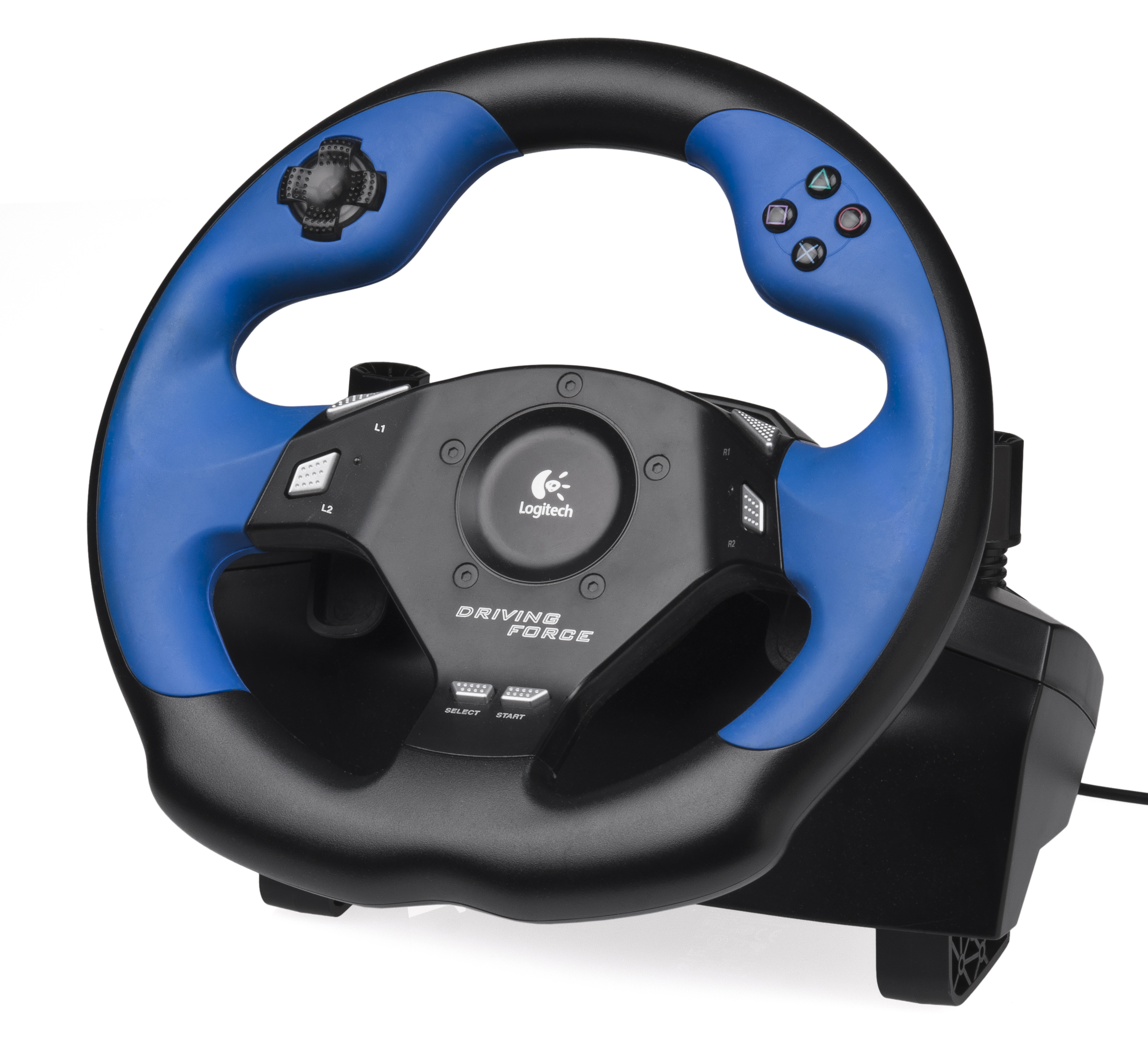
Кермо Logitech для PlayStation 3

Гоночне колесо, по суті, більша версія весла, використовується в більшості гоночних аркадних ігор, а також у новітніх гоночних симуляторах, таких як Live for Speed, Grand Prix Legends, GTR2 і Richard Burns Rally. Хоча більшість аркадних гоночних ігор використовують кермо з часів Gran Trak 10 у 1974 році,  перші рульові колеса для домашніх систем з’явилися на консолях п’ятого покоління, таких як PlayStation і Nintendo 64. Багато з них є примусовими зворотними зв’язками (див. Колесо зворотного зв’язку Force Feedback Wheel ), розробленими для надання такого ж зворотного зв’язку, що й під час водіння реального автомобіля, але реалістичність цього залежить від гри. Зазвичай вони оснащені педалями для управління газом і гальмом. Перемикання передач здійснюється різними способами, включаючи клавіші, прості ручки перемикання, які переміщаються вперед або назад для перемикання передач, або більш складні перемикачі, які імітують ті, що імітують у справжніх транспортних засобів, які також можуть використовувати зчеплення. Деякі колеса повертаються лише на 200-270 градусів від упору до блокування, але моделі вищого рівня можуть повертатися на 900 градусів, або на 2,5 повороту, від упору до блокування або більше. Весло Namco Jogcon було доступне для гри для PlayStation R4: Ridge Racer Type 4. На відміну від «справжнього» керма для відеоігор, Jogcon був розроблений так, щоб поміщатися в руці гравця. Його набагато менше колесо (діаметр приблизно подібний до банки з газованим напоєм) нагадує колесо керування бігом і човником, яке використовується на деяких відеомагнітофонах. Гра для Wii Mario Kart Wii постачається в комплекті з Wii Wheel : корпусом у формі керма, всередині якого поміщається пульт Wii Remote, що дозволяє використовувати можливості Wii Remote для контролю руху під час гри. У Hori також є кермо, створене для гри Mario Kart 7 Nintendo 3DS. Коли рульове колесо розміщене на задній частині консолі, воно матиме ті ж можливості, що й у Mario Kart Wii, використовуючи гіроскоп у режимі від першої особи.

### Штурвал
Штурвали дуже схожі на автомобільне кермо, за винятком того, що мають дві осі руху: не тільки обертальний рух навколо вала штурвала, а й вісь вперед-назад, еквівалентну цьому регулювання тангажу на штурвалі літака. Деякі хомути мають додаткові елементи керування, приєднані безпосередньо до гнізда для імітації функцій літака, таких як радіо-кнопки "натисни і розмовляй". Деякі набори симуляторів польоту, які включають штурвали, також поставляються з різними іншими елементами керування літаком, такими як квадранти газу та педалі.  Ці набори, включаючи штурвал, призначені для використання в симуляторі польоту.

### Педалі

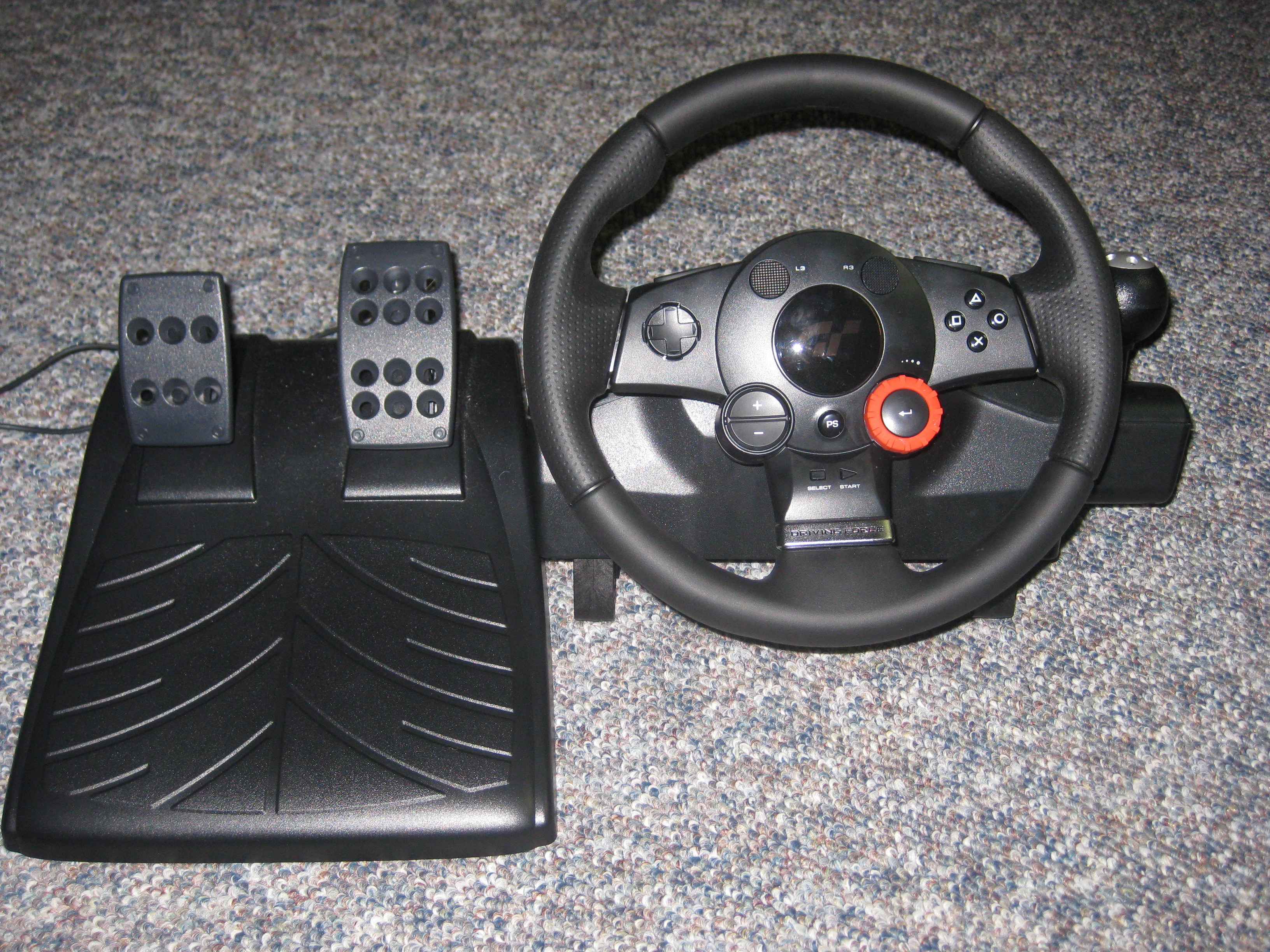
Педалі від Logitech Driving Force GT

Педалі можна використовувати для моделювання водіння або польоту, і часто постачаються з пристроєм введення на кермі.  У першому випадку асиметричний набір педалей може імітувати педалі газу, гальма та зчеплення в реальному автомобілі. В останньому випадку симетричний набір педалей імітує керування кермом керма та гальмівні механізми в літаку. Як згадувалося, більшість контролерів керма поставляються з набором педалей. Існують також варіанти контролера педалей, такі як пропонований пристрій обертової педалі для ігор на велосипеді, який покладається на ергометр для генерування даних користувача, таких як частота обертання педалі та опір педалі.  Варіант цієї концепції з’явився в 2016 році, коли стартап під назвою VirZoom представив набір датчиків, які можна встановити на педаль і кермо, перетворивши фізичний велосипед в один контролер для ігор на платформах віртуальної реальності (VR) HTC Vive і Oculus Rift..  Така ж концепція лежить в основі продукту під назвою Cyber ExerCycle , який являє собою набір датчиків, прикріплених до педалі і підключених до ПК через USB для ігор-симуляторів велосипедів, таких як NetAthlon і Fuel.

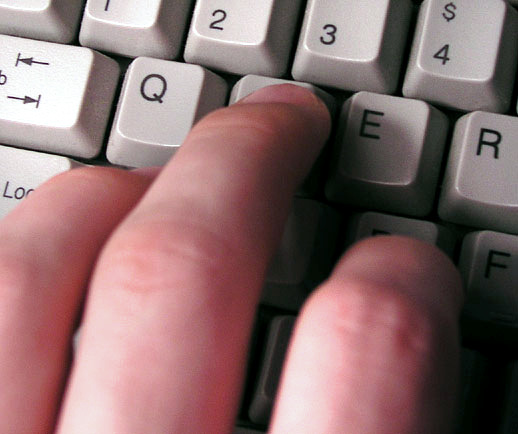
Розкладка клавіатури WASD широко використовується в іграх

### Миша та клавіатура
Миша та комп'ютерна клавіатура є типовими пристроями введення для персонального комп'ютера і основними ігровими контролерами для комп'ютерних ігор. Миша часто використовується разом із килимком для досягнення більшої швидкості, комфорту, точності та більш плавного руху для гравця. Деякі ігрові консолі також мають можливість працювати з клавіатурою та мишею. Клавіатура комп’ютера створена за зразком клавіатури друкарської машинки і призначена для введення письмового тексту. Миша — це портативний вказівний пристрій, який використовується на додаток до клавіатури. У іграх клавіатура зазвичай керує рухом персонажа, тоді як миша використовується для керування ігровою камерою або використовується для прицілювання. Хоча спочатку було розроблено для загального введення комп’ютера, є кілька доступних периферійних пристроїв для клавіатури та миші, які розроблені спеціально для ігор, часто з вбудованими функціями, що стосуються ігор. Приклади включають периферійні пристрої від Razer, серію клавіатур "Zboard" і серію "G" Logitech. Цифрова клавіатура на клавіатурі також використовується як ігровий контролер і може бути знайдена на ряді окремих пристроїв, особливо на ранніх консолях, зазвичай прикріплених до джойстика або весла. Клавіатура являє собою невелику сітку клавіш із щонайменше цифрами 0-9. Ігрова клавіатура — це спеціалізований контролер, який використовується для FPS, RTS та деяких аркадних ігор. Ці контролери можна запрограмувати, щоб дозволити емуляцію клавіш, а в деяких випадках — макросів. Вони, як правило, нагадують невелику частину клавіатури, але можуть також мати інші входи, такі як аналогові джойстики. Вони були розроблені тому, що для гри в деякі з цих ігор потрібна клавіатура, а деякі гравці вважають це незручним для виконання такого завдання.

### Сенсорний екран

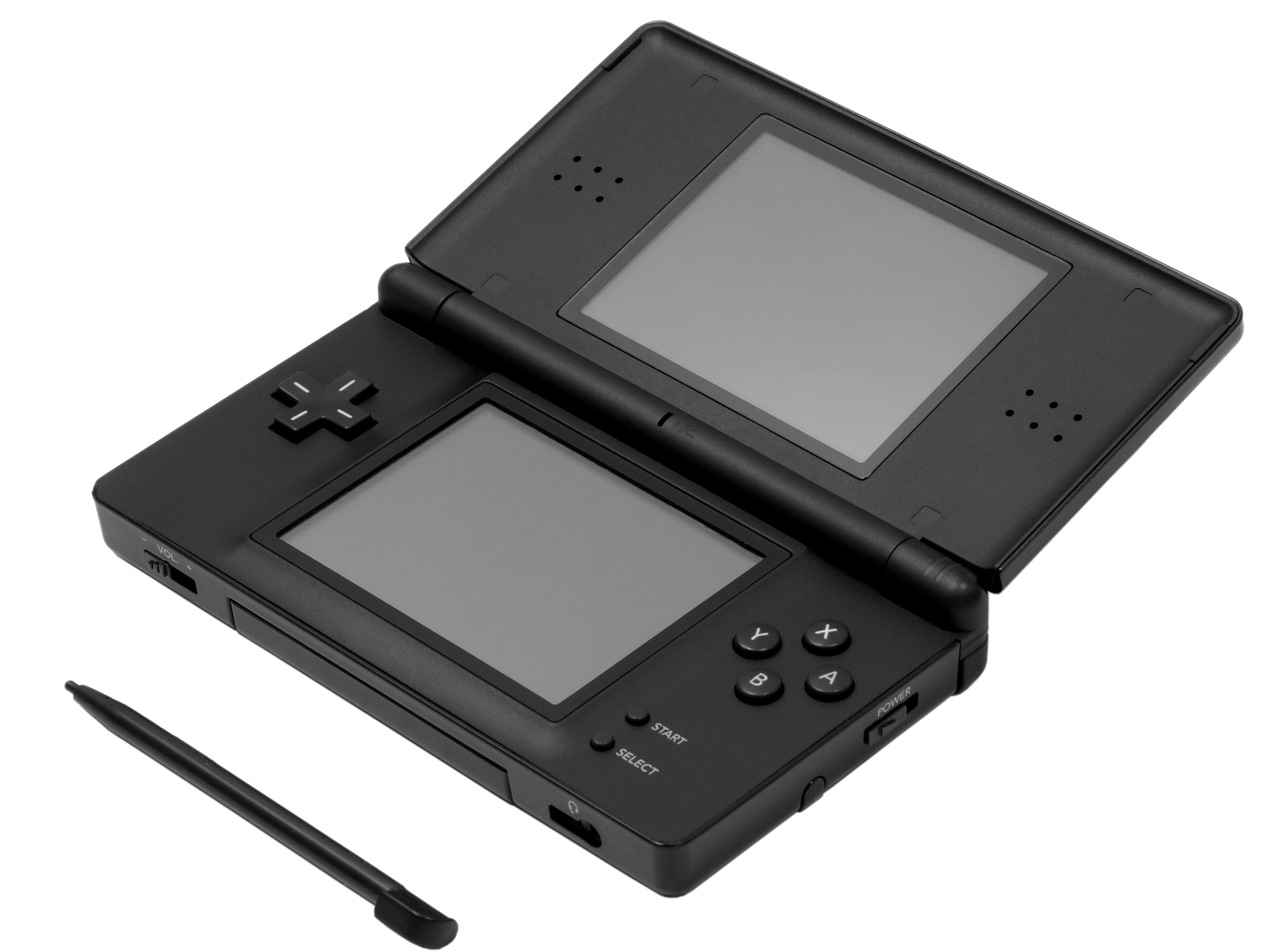
Сенсорний екран Nintendo DS (знизу) зі стилусом.

Сенсорний екран – це пристрій введення, який дозволяє користувачеві взаємодіяти з комп’ютером, торкаючись екрана дисплея. Перша спроба створення портативної ігрової консолі з сенсорним екраном була передбачуваним наступником Game Gear від Sega, хоча в кінцевому підсумку пристрій був відкладений і ніколи не випущений через високу вартість технології сенсорного екрану на початку 1990-х років.  Першою випущеною консоллю з сенсорним екраном була Tiger game.com у 1997 році. Nintendo популяризувала його для використання у відеоіграх з Nintendo DS і Nintendo 3DS ; інші системи, включаючи Tapwave Zodiac, а також смартфони та переважна більшість КПК також мають цю функцію. Основний контролер для консолі Wii U від Nintendo, Wii U GamePad, має вбудований сенсорний екран. Сучасні сенсорні екрани використовують тонкий, міцний, прозорий пластиковий лист, накладений на скляний екран. Місце дотику розраховується на основі ємності для осей X і Y, яка залежить від місця торкання аркуша. Однією з консолей, розроблених Sony з сенсорним екраном, є PlayStation Vita, яка має 5-дюймовий сенсорний OLED-екран. Nintendo Switch має 6,2-дюймовий сенсорний екран.

### Розпізнавання руху

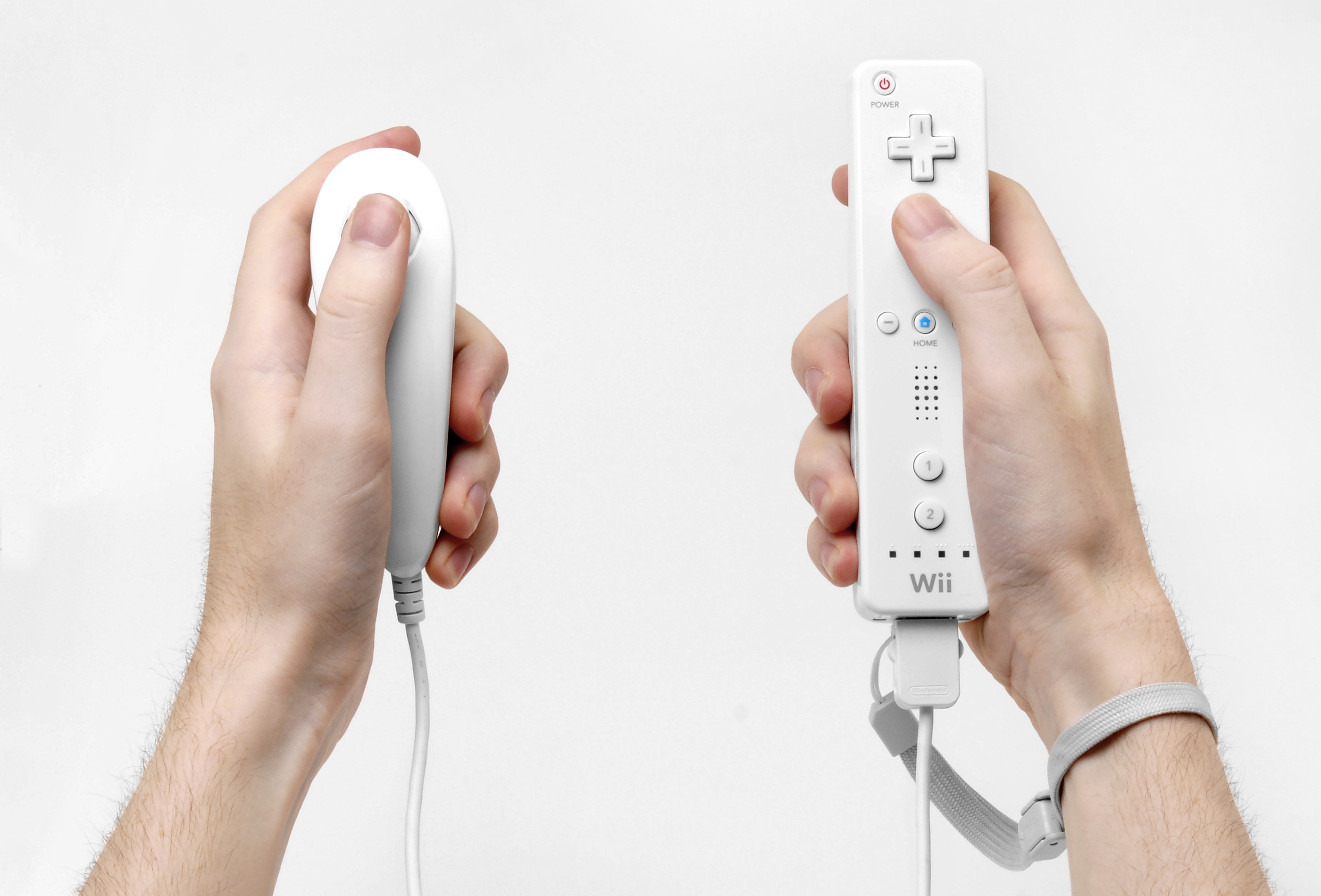
Пульт Wii Remote та Wii Nunchuk в руках

Контролери руху включають Sega Activator, випущений у 1993 році для Mega Drive (Genesis). Заснована на Light Harp, винайдена Ассафом Гурнером,  вона могла зчитувати фізичні рухи гравця і була першим контролером, який дозволяв сприймати рух всього тіла. Однак це був комерційний провал через його «груздкість і неточність». 
жовтень 2003 року Sony випустила EyeToy
використовує камери для виявлення рухів гравця та перетворення їх на входи для гри.
Wii від Nintendo, випущена в 2006 році, використовує пульт Wii Remote, який використовує акселерометри для визначення його приблизної орієнтації та прискорення, а також датчик зображення , тому його можна використовувати як вказівний пристрій.
Контролери Sixaxis, DualShock 3 і PlayStation Move для системи PlayStation 3 від Sony мають подібні можливості виявлення руху.
У 2010 році Microsoft випустила Kinect для Xbox 360. Цей контролер руху аналогічним чином як EyeToy від Sony, використовує камери для відстеження руху гравців. Microsoft випустила переглянуту версію Kinect із запуском Xbox One. Цей контролер був у комплекті з консоллю під час запуску та був вилучений із комплекту за замовчуванням у червні 2014 року. Для створення покажчика без камери можна використовувати контролери з гіроскопами; наприклад, Joy-Con і Nintendo Switch Pro Controller використовуються для цього в таких іграх, як порти World of Goo і Super Mario Galaxy від Wii.  

### Світловий пістолет

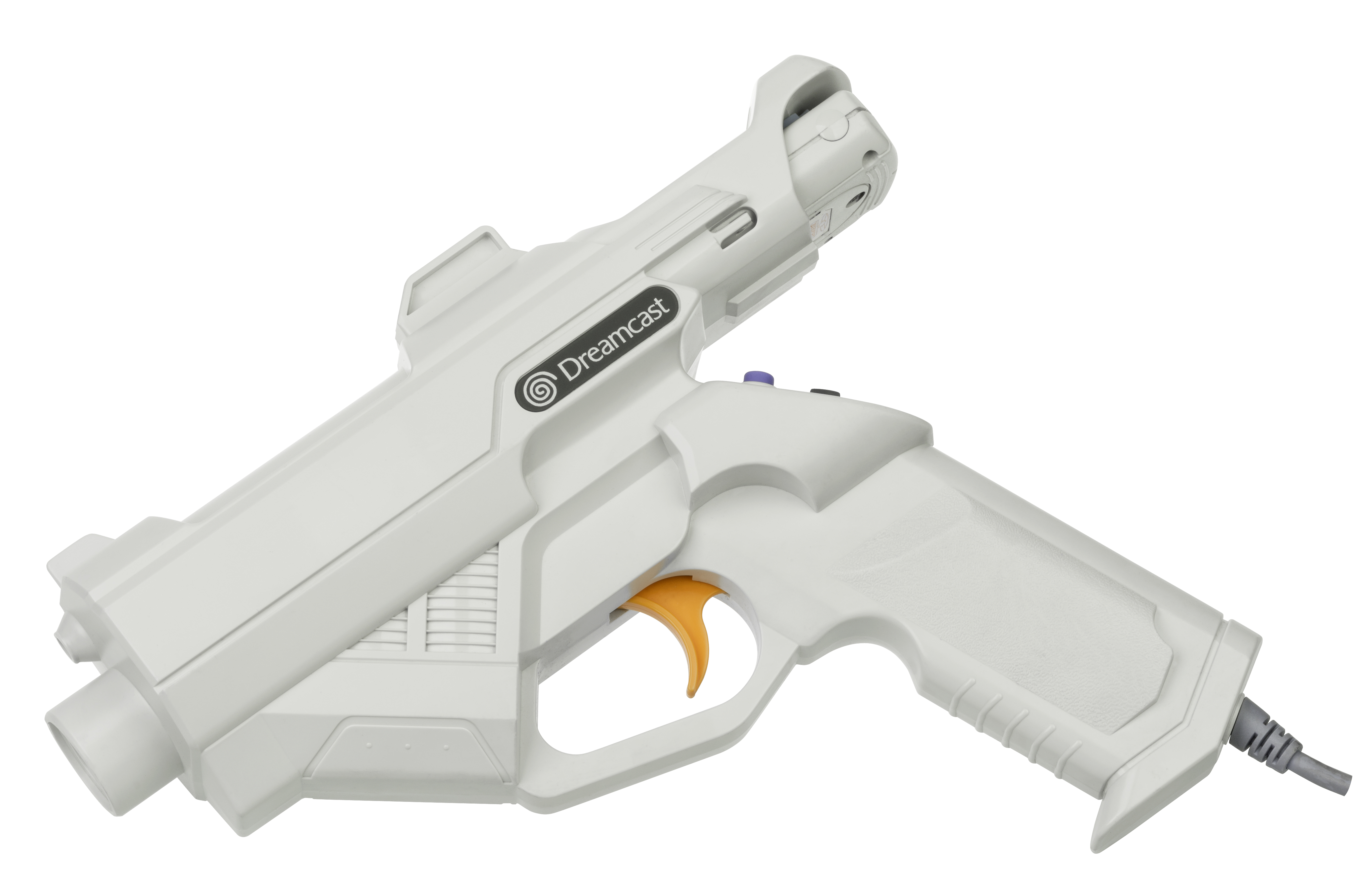
Світловий пістолет Dreamcast

Світловий пістолет — це периферійний пристрій, який використовується для «стріляння» по цілях на екрані. Зазвичай вони приблизно нагадують вогнепальну або променеву зброю. Їх використання зазвичай обмежується рейковими шутерами або іграми в тир, як Duck Hunt та іграми, які постачаються зі світлою гарматою Shooting Gallery. Рідкісним прикладом нерейкового шутера від першої особи є відеогра Taito 1992 року Gun Buster, шутер від першої особи, який використовував джойстик для переміщення та легкий пістолет для прицілювання.  Хоча легкі гармати використовувалися в попередніх аркадних іграх, таких як Sega 's Periscope в 1966 році  і Missile в 1969 році , перша легка зброя для домашньої консолі була випущена для Magnavox Odyssey у 1972 році; пізніше Nintendo включила в свої Famicom і NES один стандарт, який називається NES Zapper. Nintendo також випустила «оболонку» у стилі легкої гармати для новішого пульта Wii Remote під назвою Wii Zapper, який постачається в комплекті з грою Link's Crossbow Training.

### Контролери для ритмічних ігор

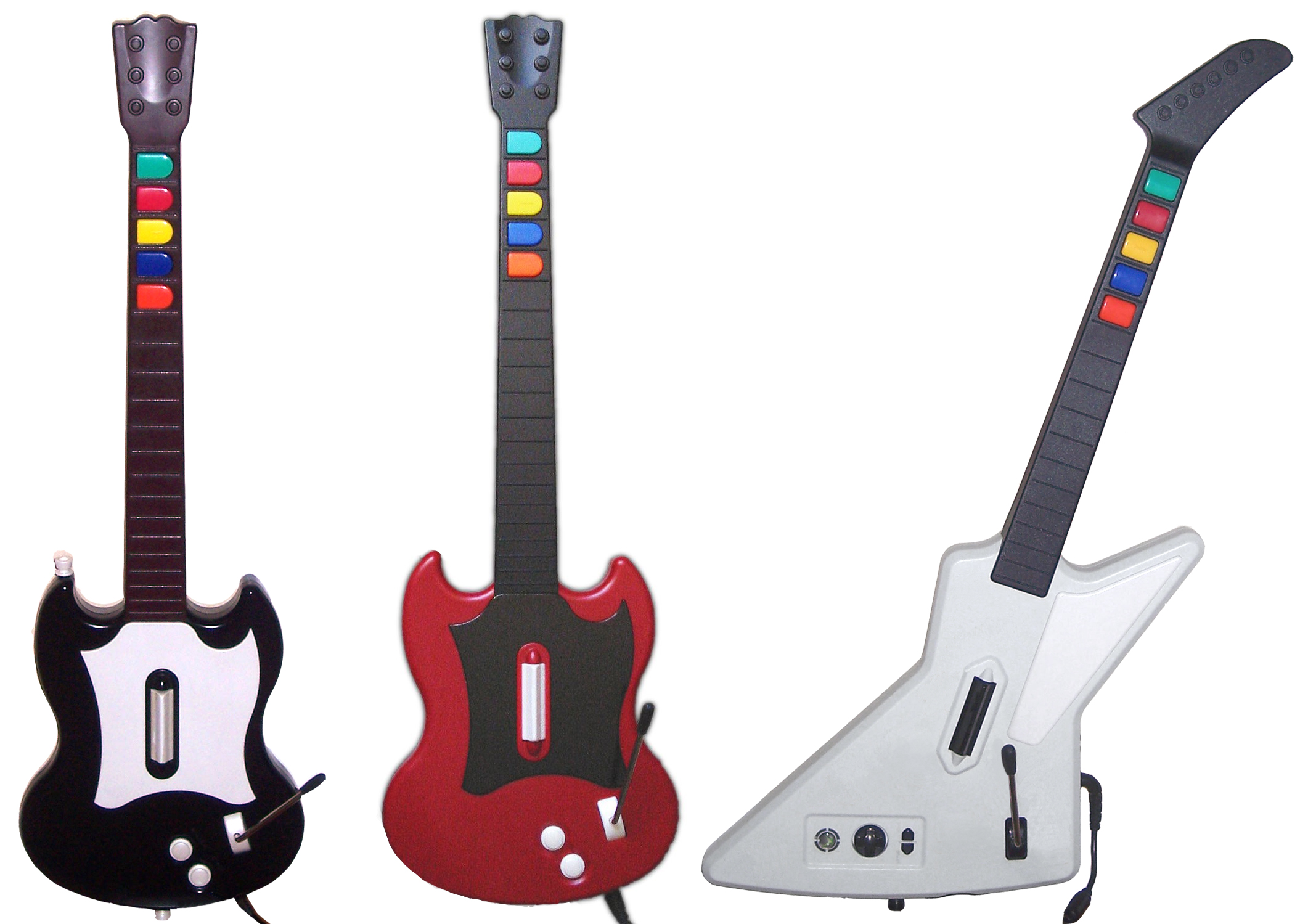
Гітарні контролери.

Аксесуари для ритмічних ігор, які використовуються для ритмічних ігор, можуть нагадувати на музичні інструменти, наприклад гітари (від 5-кнопок у Guitar Freaks, серії Guitar Hero (6 кнопок для Guitar Hero Live ), серії Rock Band до справжніх гітар у Rock Band 3 і Rocksmith ), клавішні ( Rock Band 3 ), барабани ( Donkey Konga, Drum Mania, серії Rock Band і Guitar Hero ) або маракаси ( Samba de Amigo ) також досягли певного успіху в аркадах і домашніх консолях. Інші ритмічні ігри засновані на мистецтві діджінга або тернтаблізму (DJ Hero ) або грі на синтезаторі ( IIDX ) з використанням периферійного пристрою у формі вертушки з кнопками.

### Бездротові
Існують бездротові версії багатьох популярних типів контролерів (джойстики, миші, клавіатури), а бездротові засоби керування рухом є новим класом віртуальної реальності.

### інші
- Balance board: Wii Balance Board постачається з грою Wii Fit. Цьому передували десятиліття Joyboard, створений для підключення до Atari 2600, щоб грати в ігри на лижах або серфінгу.
- Контролери дихання допомагають своїм користувачам покращувати дихання за допомогою відеоігор. Усі контролери мають датчики, які відчувають дихання користувачів, за допомогою яких користувач керує відеогрою на комп’ютері, планшеті або смартфоні. Alvio — це дихальний тренажер, трекер симптомів та мобільний ігровий контролер[19]. Zenytime сприяє глибокому, ритмічному диханню, щоб викликати короткочасну винагороду від контрольованого дихання (розслаблення, покращення оксигенації...)[20]. На основі дихальних ігор від Breathing Labs Pursed lip breathing та використовуються на iPhone / iPad, Windows, macOS та Android пристроїв[21].
- Buzzers: A останнім прикладом спеціалізованих, хоча й дуже простих ігрових контролерів, є чотири великих "buzzers" (круглі кнопки), які постачаються з ігровою серією вікторини для PlayStation 2 і PlayStation 3 Buzz! (2005 – дотепер); і гра, і контролери явно надихалися жанром телевізійного шоу. Іншим прикладом є "Big Button Pad", що постачається з Xbox 360 quiz show ігри Scene It? Lights, Camera, Action та Scene It? Box Office Smash (2007–2008).
- Танцювальна платформа, по суті, це килимок з плоских кнопок геймпада, чутливих до натискання, встановлених на килимку, на який можна наступати, досягла успіху в ніші завдяки популярності ритм-ігор, як-от Dance Dance Revolution та Pump It Up. Танцювальний килимок вперше був представлений Bandai на Famicom у 1986 році як частина їхнього набору «Family Fun Fitness», потім Exus випустила планшет «Foot Craz» для Atari 2600 у 1987 році. Nintendo придбала технологію у Bandai у 1988 році та використовував його на своєму "Power Pad" для Famicom і NES..
- Контролери екзоскелетів використовують технологію екзоскелета, щоб надати гравцеві різні реакції на основі положення тіла гравця, швидкості пересування та інших відчутних даних. На додаток до звукових і візуальних реакцій, контролер екзоскелета може забезпечувати контрольований опір руху та іншим стимулам, щоб забезпечити реалістичність дії. Це не тільки дає гравцям відчуття, ніби вони насправді виконують цю функцію, але також допомагає зміцнити правильний шаблон м’язів для імітованої діяльності. Forcetek XIO є прикладом екзоскелетного контролера відеоігор.
- Fishing rod: перший контролер вудки з'явився як аксесуар для Dreamcast для гри Sega Marine Fishing. Пізніше інші ігри для консолі PlayStation також використовують подібні контролери.
- Floating Interactive Display: принаймні дві комерційні системи (Heliodisplay та FogScreen) пропонують інтерактивні «плаваючі інтерфейси», які відображають зображення, що проектується в повітрі, але з ним можна взаємодіяти пальцем, як на сенсорному екрані.
- Пілотажні прилади – це імітовані панелі приладів літака, загальні або специфічні для реального літака, які використовуються замість клавіатури для надсилання команд програмі моделювання польоту. Деякі з них набагато дорожчі, ніж усі інші комп’ютерні системи разом узяті. Панелі зазвичай імітують лише перемикачі, кнопки та елементи керування, а не показують прилади.
  - Органи керування поїздом: Випущено іншу панель приладів, як-от апаратне забезпечення, наприклад органи керування поїздом. "RailDriver"[22] наприклад, призначений для роботи з Trainz, Microsoft Train Simulator та Kuju Rail Simulator. (станом на січень 2009 року) він обмежений у простоті використання через відсутність Windows API для деяких програм, з якими він призначений для роботи. Поїздний диспетчер для Taito bullet train sim також створено для консолі Wii[23].
- Механічні системи відстеження руху, такі як Gametrak, використовують кабелі, прикріплені до рукавичок для відстеження положення фізичних елементів у Тривимірний простір в реального часу. Механізм Gametrak містить втягуючу кабельну котушку і невеликий трубчастий напрямний важіль, з якого виходить кабель. Направляюча рука шарнірно шарніра ball joint таким чином, щоб рука і куля йшли під кутом, під яким трос відходить від механізму. Відстань гусеничного елемента від механізму визначається за допомогою компонентів, які вимірюють обертання барабана котушки для втягуваного тросового барабана та обчислюють, наскільки трос витягується.
- Мікрофон: кілька ігор досягли успіху у використанні гарнітури або мікрофона як додаткового контролера, наприклад Hey You, Pikachu!, серія Rock Band, серія Guitar Hero, серія SingStar, Tom Clancy's Endwar, Lips, серія Mario Party, та серія SOCOM U.S. Navy SEALs. Використання цих мікрофонів дозволяло гравцям віддавати команди грі, керуючи товаришами по команді (як у SOCOM) та іншими персонажами AI (наприклад, Пікачу). в Nintendo DS має вбудований в систему мікрофон. Його використовували для різних цілей, в т.ч Розпізнавання мовлення (Nintendogs, Brain Age: Train Your Brain in Minutes a Day!), спілкуватися в Інтернеті між і під час ігрових сеансів (Pokémon Diamond), і міні-ігри, в яких гравець повинен дути або кричати в мікрофон (Feel the Magic: XY/XX, WarioWare: Touched!, Mario Party DS).
- Нейрокомп'ютерний інтерфейс гарнітура: станом на 24 березня 2007 р. телефонувала компанія зі США/АвстраліїEmotiv Systems розпочав випуск пристрою, керованого розумом для video games на основі Електроенцефалографія. Про це повідомляє The Wall Street Journal's Don Clark в MSNBC[24].
- NeGcon: це унікальний контролер для гоночних ігор на PlayStation. Фізично він нагадує геймпад, але його ліва і права половини скручуються відносно один одного, що робить його різновидом джойстика.
- Система Захоплення руху як от TrackIR та FreeTrack використовуйте відеокамеру для відстеження головного убору з інфрачервоним підсвічуванням або випромінюванням. Невеликі рухи голови відстежуються, а потім перетворюються на набагато більші віртуальні рухи в грі, що дозволяє контролювати перегляд без використання рук і покращує занурення.
- PCGamerBike подібний до пари педалей, знятих із велотренажера, а потім покладених перед кріслом і замість них використовується для точного керування ігровими персонажами.
- Контролери пінболу та багатокнопкові консолі для стратегічних ігор випускалися в минулому, але їхня популярність була обмежена колом затятих фанатів жанру.
- R.O.B. (Роботизований операційний приятель) є аксесуаром для Nintendo Entertainment System (NES), що дозволило гравцям взаємодіяти з іграми NES, керуючи роботом. Відомий в Японії як Famicom Robot, цей недовговічний аксесуар почав діяти в Nintendo участь на західному ринку, хоча використовується лише для Stack-Up та Gyromite. Він вважався «троянським конем» для потрапляння NES в магазини під час Кризі індустрії відеоігор 1983 року[джерело?] і GameSpy назвав цей аксесуар п’ятим найбільшим маркетинговим ходом відеоігор за двадцять п’ять років.[джерело?] персонаж, R.O.B. з'явився в пізніших іграх Nintendo, таких як Mario Kart DS та Super Smash Bros. Brawl.
- The Sega Toylet, та interactive urinal, використовує сечу як метод контролю; датчики тиску в чаші переводять потік сечі в дію на екрані[25].
- Steel Battalion для Xbox був у комплекті з повною приладовою панеллю, з 2 джойстиками та понад 30 кнопками, щоб зробити його схожим на справжній симулятор механіки.

## Використання на ПК та інших пристроях
Хоча геймпади зазвичай розроблені для використання з консолями, їх можна використовувати для ігор на ПК та мобільних ігор. Сучасні контролери, такі як DualShock 4 від Sony і Nintendo Switch Pro Controller, підтримують USB і Bluetooth, що дозволяє підключати їх безпосередньо до більшості Комп'ютерів. Старі геймпади можна підключити з допомогою офіційних або сторонніх адаптерів. Контролери зазвичай вимагають встановлення драйверів пристроїв для використання на сучасних персональних комп’ютерах. Пристрій може підтримуватися безпосередньо, або може знадобитися використання спеціалізованої програми, яке відображає введення контролера на введення миші та клавіатури. Прикладами такого програмного забезпечення є JoyToKey, та Xpadder, та antimicro, яке є безкоштовним, з відкритим вихідним кодом і міжплатформним .
Деякі контролери спеціально розроблені для використання за межами консолей. У цьому випадку підтримка, відображення різних пристроїв вбудована в сам контролер, наприклад, у Nostromo SpeedPad n52, який може діяти як клавіатура, миша або джойстик; як з геймпадом Samsung Android GamePad, призначеним, для використання з мобільними телефонами Android.
Використання геймпадів над мишею та клавіатурою називають «суперечливим», але гравці в MMORPG, ігри RTS та шутер від першої особи, як правило, віддають перевагу миші та клавіатурі через широкий спектр вводів та високу точність миші порівняно з аналоговим стіком.